# Эрвинии
Эрвинии (лат. Erwinia) — род бактерий из семейства Erwiniaceae порядка Enterobacterales, содержащий в основном фитопатогенные виды, который назван в честь фитопатолога Эрвина Фрэнка Смита (1854—1927). Грамотрицательные палочки 1—3 мкм длиной и 0,5—1 мкм в диаметре. Подвижны, жгутикование перитрихиальное (кроме E. stewartii). Гетеротрофы, факультативные анаэробы.

## Патогенез
Ассоциированы с растениями: эпифиты, сапротрофы, фитопатогены. Erwinia carotovora (syn. Pectobacterium carotovorum) вызывает болезни картофеля и других растений, называемые чёрная ножка (подвид E. c. subsp. carotovora) и мягкая гниль (подвид E. c. subsp. atroseptica). E. c. subsp. carotovora развивается при температуре ниже 18 °C и вызывает симптом «чёрных чернил», в то время как E. c. subsp. atroseptica — выше 18 °C и данного симптома не вызывает. Развитию болезни способствует повышенная влажность почвы. Бактерии поражают как надземные части растения, так и подземные, в том числе и клубни, вызывая потемнение и гниение тканей, скручивание и пожелтение листьев.

## Систематика
Несколько видов эрвиний иногда выделялись в отдельный род Pectobacterium, но к концу 1990-х годов этот род перестал использоваться, хотя и был одобрен. В 1998 году Хаубен с соавторами на основании изучения 16S рРНК предложил восстановить его и отнёс к роду Pectobacterium ряд подвидов E. carotovora (как P. carotovorum), E. cacticida, E. chrysanthemi и E. cypripedii (P. cacticidum, P. chrysanthemi и P. cypripedii соответственно). Кроме того, E. alni, E. nigrifluens, E. paradisiaca, E. quercina, E. rubrifaciens и E. salicis были вынесены ими в новый род Brenneria. Обоснования целесообразности выделения рода Pectobacterium, однако, большей частью научного сообщества не были признаны убедительными. В настоящее время для видов спорного таксономического положения используются оба синонима, а классификация рода Erwinia продолжает пересматриваться. Так, подвидам P. carotovorum (syn. E. carotovora) предложено придать ранг вида (P. atrosepticum, P. betavasculorum и P. wasabiae), а P. chrysanthemi (syn. E. chrysanthemi) и Brenneria paradisiaca (syn. E. paradisiaca) перенести в род Dickeya.